# سوراب چگردک
سوراب چگردک، روستایی در دهستان فنوج بخش مرکزی شهرستان فنوج در استان سیستان و بلوچستان ایران است.

## جمعیت
جمعیت این روستا براساس سرشماری عمومی نفوس و مسکن در سال ۱۳۹۵، ۲۵۸ نفر (۶۱خانوار) بوده‌است.